# Tešik-Taš

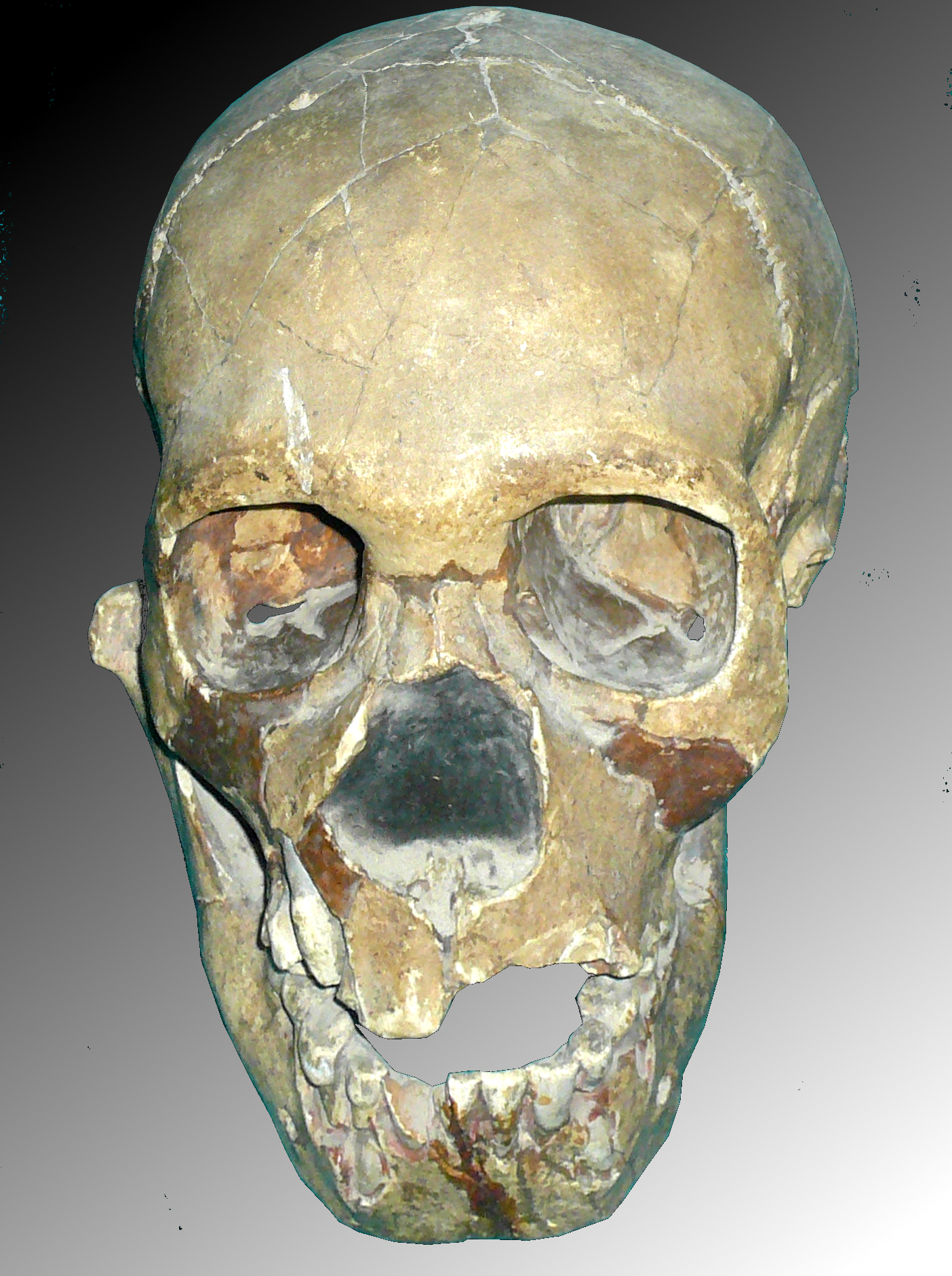
Lebka nalezená v Tešik-Taši

Tešik-Taš (uzbecky Teshik-Tosh, v překladu Děravý kámen) je archeologická lokalita, jeskyně v horách Bajsuntau v Surchondarijské oblasti Uzbekistánu. V roce 1938 zde byly nalezeny sovětským archeologem Alexejem Okladnikovem ostatky rituálního pohřbu osmi až desetiletého neandrtálského dítěte. Nález byl starý okolo 70 000 let (moustérien) a skládal se z téměř úplné kostry dítěte ležící na boku v kruhu ulámaných rohů zvířat, nedaleko bylo objeveno ohniště.

## Geografická poloha
Lokalita leží v nadmořské výšce 1600 metrů v horském masívu Bajsuntau, jihozápadního výběžku Hissarského hřbetu, zhruba 125 km jižně od Samarkandu a 24 km od města Bajsun. Vchod do jeskyně se nachází na úpatí 40 až 50 metrů vysoké skalní stěny. Samotnou jeskyni tvoří komora, u vchodu 20 metrů široká a 7 metrů vysoká, která je protažená do hloubky skalního masívu v délce 21 metrů.